# 马克思主义人文主义
马克思主义人文主义，又称人本主义马克思主义，马克思主义人道主义，是一种根植于从人文主义角度解释卡尔·马克思著作的世界思想和政治行动。它从马克思主义哲学的批判性视角出发，对“人的本质是什么以及什么样的社会最有利于人类繁荣”进行探讨。马克思主义人文主义者认为，马克思本人也关心探讨类似的问题。马克思主义人文主义诞生于1932年，随着马克思的《1844年经济学哲学手稿》出版而诞生，并在1950年代和1960年代达到高潮。马克思主义人文主义者认为，马克思早期的哲学著作与他发展的异化理论以及他后来作品如《资本论》中所描述的资本主义社会结构之间存在着连续性。他们认为，必须把握马克思的哲学基础才能正确理解他的后期作品。与苏联官方的辩证唯物主义和基于路易·阿尔都塞结构马克思主义的解释相反，马克思主义人文主义者认为马克思的工作是启蒙运动人文主义的延伸或超越。在其他马克思主义哲学流派将马克思主义视为一门自然科学时，马克思主义人文主义重申了“人是万物的尺度”的信条——即人类在本质上与自然秩序的其他部分有着根本区别，并应该在马克思主义理论中得到相应对待。